# Костулень (комуна)
Костулень, Костулені (рум. Costuleni) — комуна у повіті Ясси в Румунії. До складу комуни входять такі села (дані про населення за 2002 рік):
- Ковасна (1368 осіб)
- Козія (1199 осіб)
- Костулень (1460 осіб)
- Хіліца (833 особи)

Комуна розташована на відстані 319 км на північний схід від Бухареста, 25 км на південний схід від Ясс.

## Населення
За даними перепису населення 2002 року у комуні проживали 4860 осіб.
Національний склад населення комуни:
| Національність   | Кількість осіб | Відсоток |
| ---------------- | -------------- | -------- |
| румуни           | 4849           | 99,8%    |
| цигани           | 7              | 0,1%     |
| росіяни-липовани | 2              | < 0,1%   |
| угорці           | 1              | < 0,1%   |
| німці            | 1              | < 0,1%   |

Рідною мовою назвали:
| Мова      | Кількість осіб | Відсоток |
| --------- | -------------- | -------- |
| румунська | 4857           | 99,9%    |
| угорська  | 1              | < 0,1%   |
| німецька  | 1              | < 0,1%   |
| російська | 1              | < 0,1%   |

Склад населення комуни за віросповіданням:
| Релігія            | Кількість осіб | Відсоток |
| ------------------ | -------------- | -------- |
| православні        | 4838           | 99,5%    |
| бретрени           | 11             | 0,2%     |
| римо-католики      | 5              | 0,1%     |
| п'ятдесятники      | 2              | < 0,1%   |
| атеїсти            | 1              | < 0,1%   |
| не вказали релігію | 1              | < 0,1%   |